# Hecatonema
Genre
Hecatonema est un genre d'algues brunes de la famille des Chordariaceae selon AlgaeBase (31 oct. 2012), Catalogue of Life (31 oct. 2012), NCBI (31 oct. 2012) et World Register of Marine Species (31 oct. 2012), ou bien de la famille des Myrionemataceae selon ITIS (31 oct. 2012). 

## Liste d'espèces
Selon AlgaeBase (31 oct. 2012) :
- Hecatonema aequale Kraft
- Hecatonema aggregatum (P.J.L.Dangeard) P.-M.Pedersen
- Hecatonema dispar Kraft
- Hecatonema enhali (Børgesen) M.S.Balakrishnan & V.N.Kinkar
- Hecatonema floridanum (W.R.Taylor) W.R.Taylor
- Hecatonema kjellmanii Nordstedt
- Hecatonema lawsonii Setchell & N.L.Gardner
- Hecatonema liagorae (Feldmann) G.Hamel
- Hecatonema primarium (Setchell & N.L.Gardner) Loiseaux
- Hecatonema sargassi Noda (Sans vérification)
- Hecatonema sargassicola Børgesen
- Hecatonema stewartense V.J.Chapman
- Hecatonema streblonematoides (Setchell & N.L.Gardner) Loiseaux
- Hecatonema terminale (Kützing) Kylin (espèce type)

Selon Catalogue of Life (31 oct. 2012) :
- Hecatonema aggregatum
- Hecatonema enhali
- Hecatonema floridanum
- Hecatonema kjellmanii
- Hecatonema lawsonii
- Hecatonema liagorae
- Hecatonema primarium
- Hecatonema sargassicola
- Hecatonema stewartensis
- Hecatonema streblonematoides
- Hecatonema terminale

Selon ITIS (31 oct. 2012) :
- Hecatonema foecundum
- Hecatonema lawsoni
- Hecatonema maculans
- Hecatonema primarium S. & G.
- Hecatonema streblonematoides (Setchell & Gardner) Loiseaux
- Hecatonema terminalis

Selon World Register of Marine Species (31 oct. 2012) :
- Hecatonema aequale Kraft, 2009
- Hecatonema aggregatum (P.J.L.Dangeard) P.-M.Pedersen, 1984
- Hecatonema dispar Kraft, 2009
- Hecatonema enhali (Børgesen) M.S.Balakrishnan & V.N.Kinkar, 1981
- Hecatonema floridanum (W.R.Taylor) W.R.Taylor, 1960
- Hecatonema kjellmanii Nordstedt
- Hecatonema lawsonii Setchell & N.L.Gardner, 1922
- Hecatonema liagorae (Feldmann) G.Hamel, 1939
- Hecatonema primarium (Setchell & N.L.Gardner) Loiseaux, 1970
- Hecatonema sargassicola Børgesen, 1938
- Hecatonema stewartense V.J.Chapman, 1961
- Hecatonema streblonematoides (Setchell & N.L.Gardner) Loiseaux, 1970
- Hecatonema terminale (Kützing) Kylin, 1937